# TSV Leuna 1919
Der Turn- und Sportverein Leuna 1919 ist ein Mehrspartensportverein in der kleinen Industriestadt Leuna in Sachsen-Anhalt. 1939 wurde der Verein Deutscher Meister bei der Deutschen Turnvereinsmeisterschaft.

## Vereinsgeschichte
Der Turn- und Sportverein Leuna 1919 wurde im September 1919 als Turnverein Rössen gegründet. 1920 nahm er den Namen Turn- und Sportgemeinschaft Rössen an. 1922 gründeten die Fußballspieler der TSG einen eigenen Verein namens VfB Rössen, der später in SV Marathon Rössen umbenannt wurde. 1930 traten die Fußballspieler wieder in die TSG Rössen ein, die ab August 1933 als Turn- und Sportverein Leuna auftrat. Mit dem Vereinsverbot der Besatzungsmächte wurde der TSV 1946 aufgelöst.
1948 wurde die Betriebssportgemeinschaft (BSG) Chemie Leuna gegründet, die den Sportbetrieb des ehemaligen TSV fortführte. Unter der Trägerschaft der wirtschaftsstarken Leunawerke wurde eine leistungsstarke Sportgemeinschaft aufgebaut, die in verschiedenen Sportarten zur DDR-Spitze zählte. Die Sektion Ringen stellte 1953, 1954, 1955 und 1957 den DDR-Mannschaftsmeister, die Freistilringer Heinz Wagner, Fredi Kämmerer, Johann Gärtner und Werner Rosowski erkämpften in den 1950er Jahren Einzeltitel, und Werner Rosowski wurde 1954 3. der gesamtdeutschen Meisterschaft. 1970 wurde Chemie Leuna DDR-Meister im Hallenhockey der Herren und holte 1982, 1985 und 1986 die Vizemeisterschaft im Feldhockey der Herren. Aus der Leichtathletiksektion stammte Uta Rohländer, die für den SC Chemie Halle 1987 im 400-m-Lauf Junioren-Europameisterin und später eine olympische Bronzemedaille sowie 1997 die Weltmeisterschaft mit der Staffel gewann.
Die Fußballspieler der BSG Chemie waren weniger erfolgreich. Sie hatten ihre besten Jahre zwischen 1956 und 1960, als sie in der drittklassigen II. DDR-Liga spielten. In dieser Zeit ließen sie auch in DDR-Fußballpokal aufhorchen, als sie 1959 bis in das Achtelfinale vordrangen und dort erst beim Oberligisten ASK Vorwärts Berlin mit 1:4 verloren. 1957, 1958 und 1960 überstand der Drittligist immerhin jeweils drei Pokalrunden, ehe er durch höherklassige Mannschaften am Einzug ins Achtelfinale gehindert wurde. Zwischen 1961 und 1991 pendelten die Fußballspieler der BSG Chemie zwischen Bezirksliga und Bezirksklasse.
Nach der politischen Wende von 1989 und den nachfolgenden wirtschaftlichen Veränderungen in Ostdeutschland verloren die Betriebssportgemeinschaft ihre ökonomischen Grundlagen, konnten aber die Möglichkeit nutzen, wieder Vereine zu gründen. In Leuna wurde über die Stationen TSG Chemie Leuna und TSG Leuna Mitte der 1990er Jahre der TSV Leuna 1919 wiederbelebt. Er konnte sich zu einem leistungsstarken Sportverein in der Region mit über 1100 Mitgliedern und 17 Sportabteilungen entwickeln. Am erfolgreichsten war bislang die Hockeyabteilung, deren Herren in der Mitteldeutschen Oberliga spielen, während das Damenteam in der Mitteldeutschen Verbandsliga antritt (5. bzw. 6. Liga, Stand jeweils 2008). Die Fußballmannschaft des TSV spielt seit 2008 in der Landesklasse Sachsen-Anhalt (8. Liga).
Den Vereinssportlern stehen das Stadion des Friedens mit Kunstrasenplatz und 7000 Stehplätzen, die Sporthalle des Friedens, die Sportanlage der Jugend und eine vereinseigene Tennisanlage zur Verfügung.

## Turnen
- 1937: 2. Platz Deutsche Turnvereinsmeisterschaft
- 1938: 2. Platz Deutsche Turnvereinsmeisterschaft
- 1939: 1. Platz Deutsche Turnvereinsmeisterschaft

### Bekannte Turner

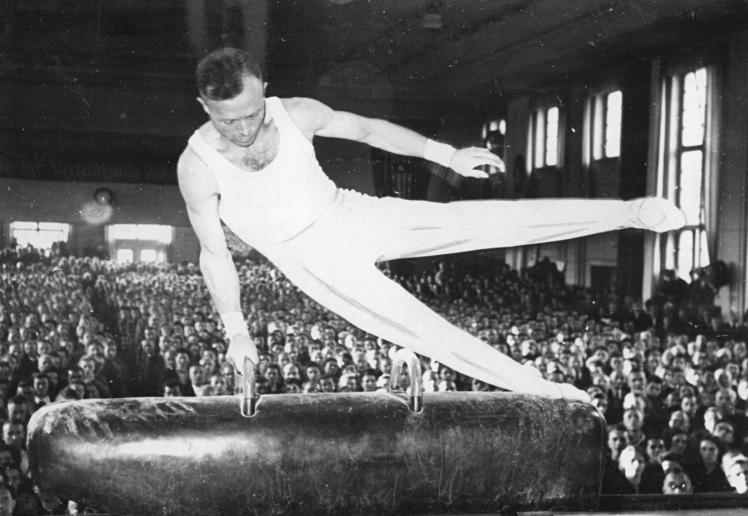
Müller bei den DDR-Meisterschaften

- Kurt Krötzsch
- Arthur Kleine
- Alfred Müller
- Otto Freier

## Hockey
In der Saison 2008/2009 spielte die 1. Herrenmannschaft in der Hallenhockey-Bundesliga, stieg aber als Tabellenletzter wieder in die 2. Bundesliga ab. Nach erneutem Auf- und Abstieg belegte die Mannschaft zum Hallen-Saisonfinale 2013/14 den 3. Platz in der 2. Bundesliga Ost.

### DDR-Nationalspieler und Nationalspielerinnen des TSV Leuna
| Herren           | Zeitraum | Anzahl Spiele | Damen | Zeitraum | Anzahl Spiele |
| ---------------- | -------- | ------------- | ----- | -------- | ------------- |
| Eberhard Tippelt | 1969–77  | 32            |       |          |               |
| Andreas Rehder   | 1978–90  | 48            |       |          |               |
| Ronald Bauer     | 1980     | 1             |       |          |               |
| Thomas Poczatek  | 1980–89  | 23            |       |          |               |
| Andreas Hoffmann | 1981–84  | 2             |       |          |               |
| Thomas Hoffmann  | 1984–86  | 12            |       |          |               |
| Thomas Münch     | 1984–88  | 17            |       |          |               |